# Malone (falu, New York)
Malone település az Amerikai Egyesült Államok New York államában, Franklin megyében, melynek megyeszékhelye is. Lakosainak száma 5483 fő (2020. április 1.).

## Népesség
A település népességének változása:

| 2010 | 5 911 |
| 2020 | 5 483 |